# Фукс Йосип Аронович
Йосип Аронович Фукс (1896, станиця Кримська, тепер місто Кримськ Краснодарського краю, Російська Федерація — розстріляний 31 грудня 1937, місто Харків) — радянський державний діяч, відповідальний секретар Криворізького і Запорізького міських комітетів КП(б)У. Член ВУЦВК.

## Життєпис
З 1903 року брав участь у революційному русі. Зазнавав переслідувань за революційну діяльність. У 1907 році ув'язнений, відбув два роки на засланні в Архангельській губернії.
Під час Першої світової війни — у профспілковому русі, організовував низку страйків, за що знову зазнав переслідувань з боку царської влади.
З грудня 1917 року — комісар лікарської управи міста Москви. Брав активну участь у націоналізації майна.
Член РКП(б) з 1919 року.
У 1919—1921 роках служив у Червоній армії: начальник організаційної частини політичного відділу 9-ї армії. Брав участь у ліквідації Кронштадтського повстання. Після закінчення громадянської війни і демобілізації перейшов на партійну роботу.
У 1921 році — завідувач організаційного відділу Кубансько-Чорноморського обласного комітету РКП(б). У 1921—1922 роках — завідувач організаційного відділу Ставропольського губернського комітету РКП(б). У 1922—1923 роках — завідувач організаційного відділу Південно-Східного бюро ЦК РКП(б).
У 1923—1925 роках — завідувач інформаційного підвідділу ЦК РКП(б).
У 1925—1927 роках — відповідальний інструктор ЦК КП(б)У.
У 1927—1930 роках — завідувач організаційного відділу Артемівського окружного комітету КП(б)У.
У 1930 році — на відповідальній роботі в Харківському міському комітеті КП(б)У.
У листопаді 1930—1932 роках — відповідальний секретар Криворізького міського комітету КП(б)У.
20 вересня — 16 жовтня 1932 року — відповідальний секретар Запорізького міського комітету КП(б)У Дніпропетровської області.
З жовтня 1932 року — завідувач організаційного відділу Дніпропетровського обласного комітету КП(б)У.
До жовтня 1937 року — завідувач промислово-транспортного відділу Харківського обласного комітету КП(б)У.
24 жовтня 1937 року заарештований органами НКВС за звинуваченням в участі «в контрреволюційній троцькістській організації». 30 грудня 1937 року засуджений Військовою колегією Верховного суду СРСР до розстрілу. Розстріляний наступного дня.
Посмертно реабілітований 5 березня 1956 року.